# Le Beau Serge
Le Beau Serge é um filme francês de 1958, do gênero drama, dirigido por Claude Chabrol.
É considerado o primeiro filme da Nouvelle Vague francesa.

## Elenco
- Gérard Blain...Serge, marido de Yvonne
- Jean-Claude Brialy...François, amigo de Serge
- Edmond Beauchamp...Glomaud
- Bernadette Lafont...Marie
- Michèle Méritz...Yvonne, esposa de Serge
- Claude Cerval...Padre
- André Dino...Doutor Michel
- Jeanne Pérez...Madame Chaunier, a dona do hotel
- Michel Creuze
- Philippe de Broca...Jacques
- Claude Chabrol
- Michel Boussange : Michel
- Géo Legros e sua orquestra
- Harry Max
- Jean Gruault
- Etienne Loinaud
- Christine Dourdet

## Sinopse
François volta à sua terra natal no interior da França, depois de ficar tuberculoso. Ele revê os amigos e conhecidos de infância e os acha bem diferentes. Serge, seu antigo melhor amigo, agora vive bêbado. A esposa de Serge, Marie, está grávida e François descobre que essa é a segunda vez, sendo que o primeiro filho nasceu com Síndrome de Down e morreu. Serge teme que ocorra o mesmo com esse segundo filho e trata mal a esposa, além de se embriagar. Mesmo mal-tratado por Serge, François resolve ficar e ajudar o amigo. 

## Prêmios e indicações
- Venceu o prêmio de Melhor Filme no Festival de Locarno, 1958.
- Prêmio Jean-Vigo de 1959[necessário esclarecer]